# La Cooka Ratcha
La Cooka Ratcha was een Brits platenlabel. Het was een sublabel van het independent label Voiceprint Records, dat een distributeur was van allerlei kleine platenlabels. De actieve jaren waren van 1999 tot en met 2005.
Op La Cooka Ratcha verscheen een aantal albums in de folk- en jazzstijl. Soms waren het nieuwe albums, soms ook heruitgaven. De code waaronder dat gebeurde was LCVP (LaCooka VoicePrint). Met de ondergang van Voiceprint verdween ook het sublabel. 
Albums (selectie):
- LCVP101: Julie Tippetts: Shadow puppeteer
- LCVP102: Annie Whitehead: Home
- LCVP103: Roger Eno, Laraaji: Islands
- LCVP104: Roger Eno: The nightgarden
- LCVP105: Gordon Giltrap: A midnight clear
- LCVP106: Gordon Giltrap: Christmas Carols
- LCVP107: Gordon Giltrap: Elegy
- LCVP108: Gordon Giltrap: Airwaves
- LCVP109: Gordon Giltrap: On a summer's night
- LCVP110: Gordon Giltrap: Music for the small screen
- LCVP111: Gordon Giltrap: The solo album
- LCVP112: Gordon Giltrap: Fear of the dark
- LCVP113: Gordon Giltrap: Perilous journey
- LCVP114: Gordon Giltrap: Visionary
- LCVP115: Gordon Giltrap: Live at Oxford
- LCVP116: Roger Eno: The long walk
- LCVP117: Gordon Giltrap: Collection
- LCVP119: Gordon Giltrap: Total Giltrap
- LCVP120: Carol Grimes: Eyes wide open
- LCVP121: Uncle Dog: Old hat
- LCVP122: Carol Grimes: Sweet F.A.
- LCVP123: Carol Grimes: Carol Grimes
- LCVP124: Gordon Giltrap: Janschology
- LCVP125: Carol Grimes: Why don’t they dance
- LCVP126: Carol Grimes: Daydream and danger
- LCVP127: Commuters: Commuters
- LCVP129: Annie Whitehead: Naked
- LCVP136: Keith Tippett: Friday the 13th
- LCVP137: Keith en Julie Tippett: Couple in spirit II
- LCVP146: Keith Tippett: Blueprint
- LCVP147: Gordon Giltrap: Troubadour 2Cd-versie
- LCVP148: Gordon Giltrap: Gordon Giltrap Band, The band live 1981
- LCVP149: Martin Archer, Geraldine Monk: Angel high waires
- LCVP150: Gordon Giltrap: Under this blue sky
- LCVP151: Harold Budd: Agua
- LCVP152: Danny Thompsom: What’s next
- LCVP155: Gordon Giltrap: Remember this
- LCVP156: Gordon Giltrap: Live at Ambergate
- LCVP157: Gordon Giltrap: A testament of time
- LCVP158: Gordon Giltrap: Double vision
- LCVP159: Gordon Giltrap: Drifter
- LCVP160: Gordon Giltrap: Gordon Giltrap at the Symphony Hall Birmingham
- LCVP162: Gordon Giltrap: Secret Valentine

- MusicBrainz: 0ad594e6-85a3-4215-88f8-cef768c3a5e9